# Marina Tsvetaïeva
Pour les articles homonymes, voir Tsvetaïeva.
Marina Ivanovna Tsvetaïeva (en russe : Марина Ивановна Цветаева, souvent transcrit Tsvetaeva) est une poétesse russe, née le 26 septembre 1892 (8 octobre dans le calendrier grégorien) à Moscou et morte le 31 août 1941 à Ielabouga.
Marina Tsvetaïeva est une des poétesses de langue russe les plus originales du XXe siècle. Son œuvre fut rejetée par Staline et le régime soviétique. Sa réhabilitation littéraire commence dans les années 1960. La poésie de Tsvetaïeva vient du plus profond de sa personnalité, de son excentricité, et de son usage très précis de la langue.

## Biographie

### Russie
La plus grande partie de la poésie de Marina Tsvetaïeva, née à Moscou, prend ses racines dans son enfance troublée. Son père, Ivan Vladimirovitch Tsvetaïev, professeur d'histoire de l'art à l'université de Moscou, fonde le musée Alexandre III, l'actuel musée des beaux-arts Pouchkine. Sa mère, Maria Alexandrovna Meyn, est une pianiste qui a dû renoncer à une carrière de concertiste. Deuxième épouse d'Ivan Tsvetaïev, elle a des ascendants polonais, ce qui permet à Marina Tsvetaïeva de s'identifier à Marina Mniszek, l'épouse du prétendant Dimitri du drame Boris Godounov d'Alexandre Pouchkine, dont s'est inspiré Modeste Moussorgski pour son opéra Boris Godounov.
De son premier mariage avec Varvara Dmitrievna Ilovaïskaïa, Ivan Tsvetaïev a deux enfants, Valeria et Andreï. De Maria Meyn, il a une deuxième fille, Anastasia, née en 1894 et Marina. Les disputes entre les quatre enfants sont fréquentes. Les relations entre la mère de Marina et les enfants de Varvara sont tendues. Ivan Tsvetaïev garde des contacts avec son ancienne belle-famille, et est trop occupé par son travail. La mère de Marina Tsvetaïeva aurait voulu qu'elle devienne la pianiste qu'elle-même n'avait pas réussi à être, et désapprouve son penchant pour la poésie.
En 1902, Maria Meyn contracte la tuberculose, et on lui conseille un changement de climat. La famille part donc en voyage jusqu'à sa mort en 1906 à Taroussa. Elle séjourne à Nervi près de Gênes ; là, loin des contraintes de la bourgeoisie moscovite, Marina Tsvetaïeva a de grands moments de liberté. En 1904, Marina Tsvetaïeva est envoyée dans un pensionnat à Lausanne. Pendant ses voyages, elle apprend l'italien, le français et l'allemand.

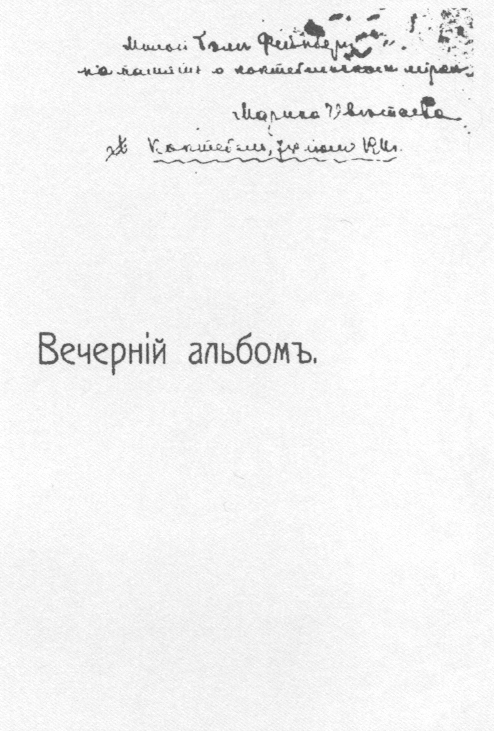
Album du soir, la première publication de Marina Tsvetaïeva, annotée de sa main.

En 1909, elle suit des cours d'histoire de la littérature à la Sorbonne à Paris, voyage critiqué par sa famille. Pendant ce temps un changement majeur se produit dans la poésie russe : le mouvement symboliste russe est en train de naître, et il va influencer la plupart de ses œuvres futures. Elle n'est pas attirée par la théorie, mais par ce que des poètes tels qu'Alexandre Blok ou Andreï Biély écrivent. Encore élève au lycée Brioukhonenko, elle publie à ses frais son premier recueil, Album du soir, qui attire l'attention du poète et critique Maximilian Volochine. Celui-ci rencontre Marina Tsvetaïeva, et devient bientôt son ami et son mentor.
Elle commence à séjourner à Koktebel, en Crimée, au bord de la mer Noire, dans la maison de Volochine, qui reçoit de nombreux artistes. Elle apprécie beaucoup la poésie d'Alexandre Blok et celle d'Anna Akhmatova, sans les avoir rencontrés. Elle ne rencontrera Akhmatova qu'en 1940.
À Koktebel, Marina Tsvetaïeva fait la connaissance de Sergueï Efron, un élève officier à l'Académie militaire. Elle a 19 ans, et lui 18. Ils tombent immédiatement amoureux et se marient en 1912, la même année où le grand projet de son père, le musée Alexandre III, est inauguré en présence de Nicolas II. L'amour de Marina Tsvetaïeva pour Efron ne l'empêche pas d'avoir des relations avec d'autres hommes, comme Ossip Mandelstam.
Vers la même époque, elle tombe amoureuse de la poétesse Sophia Parnok, une liaison qu'elle évoque dans le recueil L'Amie.
Marina Tsvetaïeva et son mari passent les étés en Crimée jusqu'à la révolution. Ils ont deux filles, Ariadna (ou Alia), née le 5 (18) septembre 1912, et Irina, née le 13 avril 1917. En 1914, Sergueï Efron s'engage. En 1917, il est à Moscou. Marina Tsvetaïeva est un témoin direct de la Révolution russe.
Après la Révolution, Efron rejoint l'Armée blanche. Marina Tsvetaïeva retourne à Moscou, où elle se retrouve bloquée durant cinq ans, et où une terrible famine sévit. Marina Tsvetaïeva paie un très lourd tribut à cette famine : seule avec ses filles à Moscou, elle se laisse convaincre d'envoyer Irina dans un orphelinat, avec l'espoir qu'elle serait nourrie convenablement. Malheureusement, Irina y meurt de faim. Cette mort cause un immense chagrin à Marina Tsvetaïeva. Dans une lettre, elle écrit « Dieu m'a punie. »
« Durant ces années moscovites (1917-1920), Tsvétaïéva, liée aux milieux du théâtre… s'éprend passionnément de l'acteur Iouri Zavadski… et de la jeune actrice Sonia Holliday. » Cette rencontre avec Sonia Holliday, est évoquée dans L'Histoire de Sonetchka. Poussant son esprit de contradiction à l'extrême, elle écrit plusieurs textes à la gloire de l'armée blanche, dont Le Camp des Cygnes.
Lorsqu'Ilya Ehrenbourg part en mission à l'étranger, il promet à Marina Tsvetaïeva de lui donner des nouvelles de son mari. Boris Pasternak lui apporte la réponse : Sergueï Efron est à Prague, sain et sauf.

### Exil

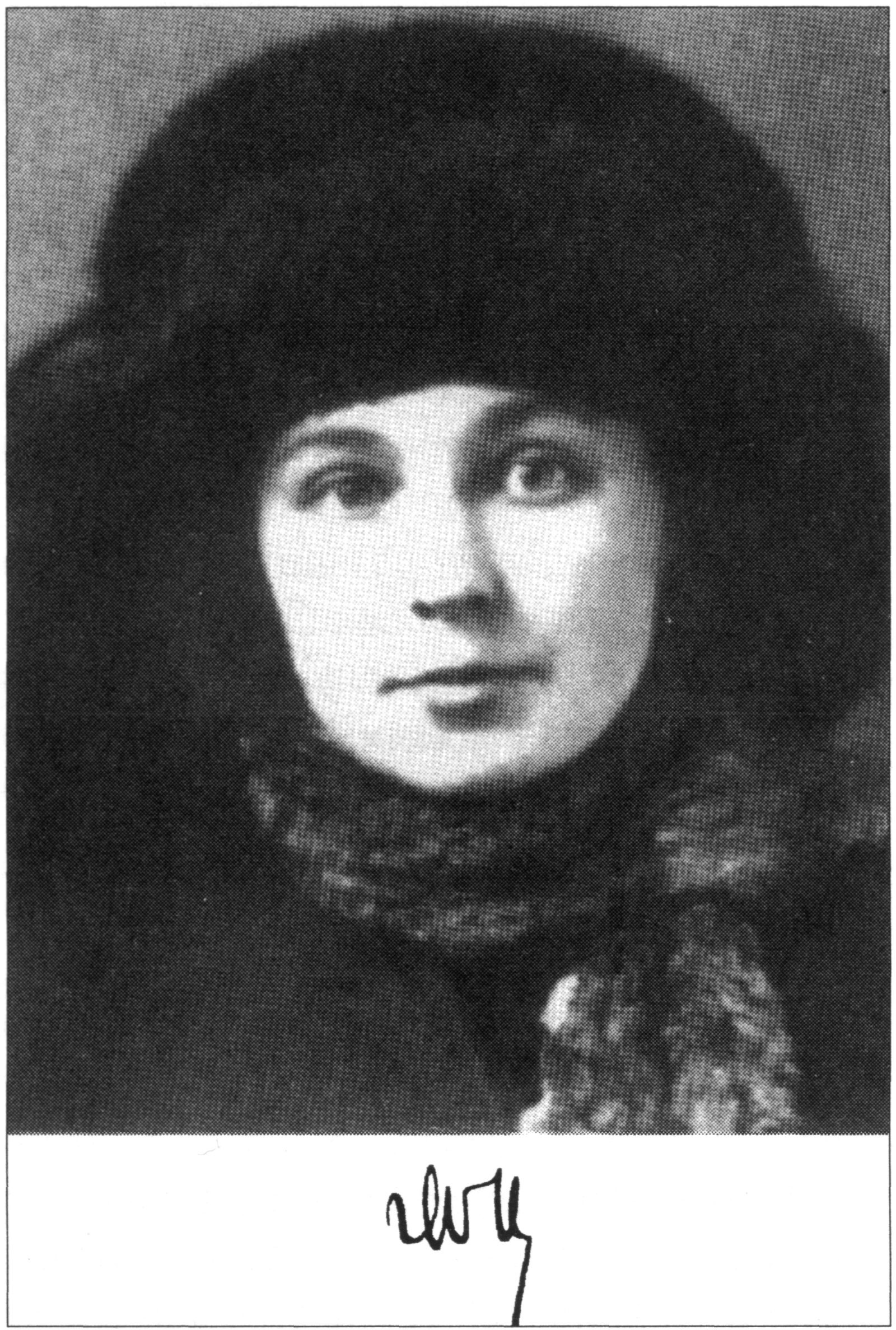
Marina Tsvetaïeva, photographie de passeport et signature (1917).

Pour aller rejoindre son mari, Marina Tsvetaïeva quitte son pays et vivra dix-sept ans d'exil. En effet, en mai 1922, Tsvetaïeva et Alia quittent l'Union soviétique et retrouvent Efron dans le Berlin « russe », où elle publie Séparation, Poèmes à Blok, La Vierge-tsar.
En août 1922, la famille part pour Prague. Sergueï Efron, étudiant, est incapable de faire vivre la famille. Ils habitent la banlieue en dehors de Prague. Tsvetaïeva a plusieurs liaisons, en particulier avec Konstantin Rodzevitch, à qui elle dédie Chevalier de Prague. Elle se retrouve enceinte d'un fils qu'ils nomment Georges, après qu'Efron a refusé le prénom Boris, ainsi que Pasternak, et que Tsvetaïeva appelle Mour, comme Le Chat Murr du conte d'Hoffmann. Alia (Ariadna), la fille aînée, est vite reléguée au rôle d'aide de sa mère, ainsi privée d'une partie de son enfance. Mour se révèle un enfant difficile.
Le 31 octobre 1925, la famille s'installe à Paris pour quatorze années. Efron y contracte la tuberculose. Tsvetaïeva reçoit une maigre pension de la Tchécoslovaquie. Elle cherche à gagner quelque argent en lectures et ventes de ses œuvres, la plupart en prose qui rapporte plus que la poésie. Les écrivains et poètes français l'ignorent, les surréalistes en particulier. Elle traduit Pouchkine en français.
Tsvetaïeva ne se sent pas à l'aise dans le cercle des écrivains russes émigrés, bien qu'elle ait défendu auparavant avec passion le mouvement « blanc ». « Elle ne se reconnaît nullement dans les milieux littéraires de l'émigration qui, d'ailleurs, la rejettent. » Elle écrit une lettre d'admiration à l'écrivain soviétique Vladimir Maïakovski, ce qui entraîne son exclusion du journal Les Dernières Nouvelles. En 1926, d'abord à Paris, ensuite à Saint-Gilles-Croix-de-Vie, Tsvetaïeva écrit un long texte (452 vers) avant-gardiste qui a pour titre Le Poème de l'escalier, sa première œuvre majeure créée en France. Elle trouve du réconfort auprès de Boris Pasternak, Rainer Maria Rilke, la poétesse tchèque Anna Teskova et Alexandre Bakhrakh. Après la mort de Rilke, elle lui consacre un poème Lettre de Nouvel An en 1927, où elle lui parle dans un « …dialogue intime et hallucinant ».
En 1927, Marina Tsvetaïeva rencontre le jeune poète Nicholas Gronski avec qui elle se lie d'amitié. Ils ont les mêmes amis, vont souvent ensemble à des spectacles ou à des soirées littéraires. En 1934, Gronski meurt et Tsvetaïeva dira : « J'avais été son premier amour et lui — mon dernier. »
En 1937, c'est le centième anniversaire de la mort de Pouchkine et Marina Tsvetaïeva traduit certains poèmes en français.
Efron souffre de son exil et développe des sympathies pour le régime soviétique, malgré son passé de soldat « blanc ». Il commence à espionner pour le NKVD, le futur KGB. Alia le suit dans son choix, et s'oppose de plus en plus à sa mère. En 1937, Alia retourne en Union soviétique.
Un peu plus tard, Efron rentre également en Russie. La police française l'implique dans l'assassinat en Suisse d'Ignace Reiss, un espion soviétique qui aurait trahi Staline. Tsvetaïeva est interrogée par la police, mais ses réponses confuses amènent la police à penser qu'elle est folle.
Tsvetaïeva est mise à l'écart du milieu russe. L'imminence de la guerre rend l'Europe aussi peu sûre que la Russie.

### Retour en Union soviétique
En 1939, elle retourne en Union soviétique avec son fils. Elle ne peut prévoir les horreurs qui les attendent. Dans l'URSS de Staline, toute personne ayant vécu à l'étranger est suspecte. La sœur de Marina a été arrêtée avant son retour. Bien qu'Anastasia ait survécu aux années staliniennes, les deux sœurs ne se reverront plus. Tsvetaïeva trouve toutes les portes closes et l'Union des écrivains soviétiques lui refuse son aide, elle subsiste grâce à un petit travail de traductrice de poésie.

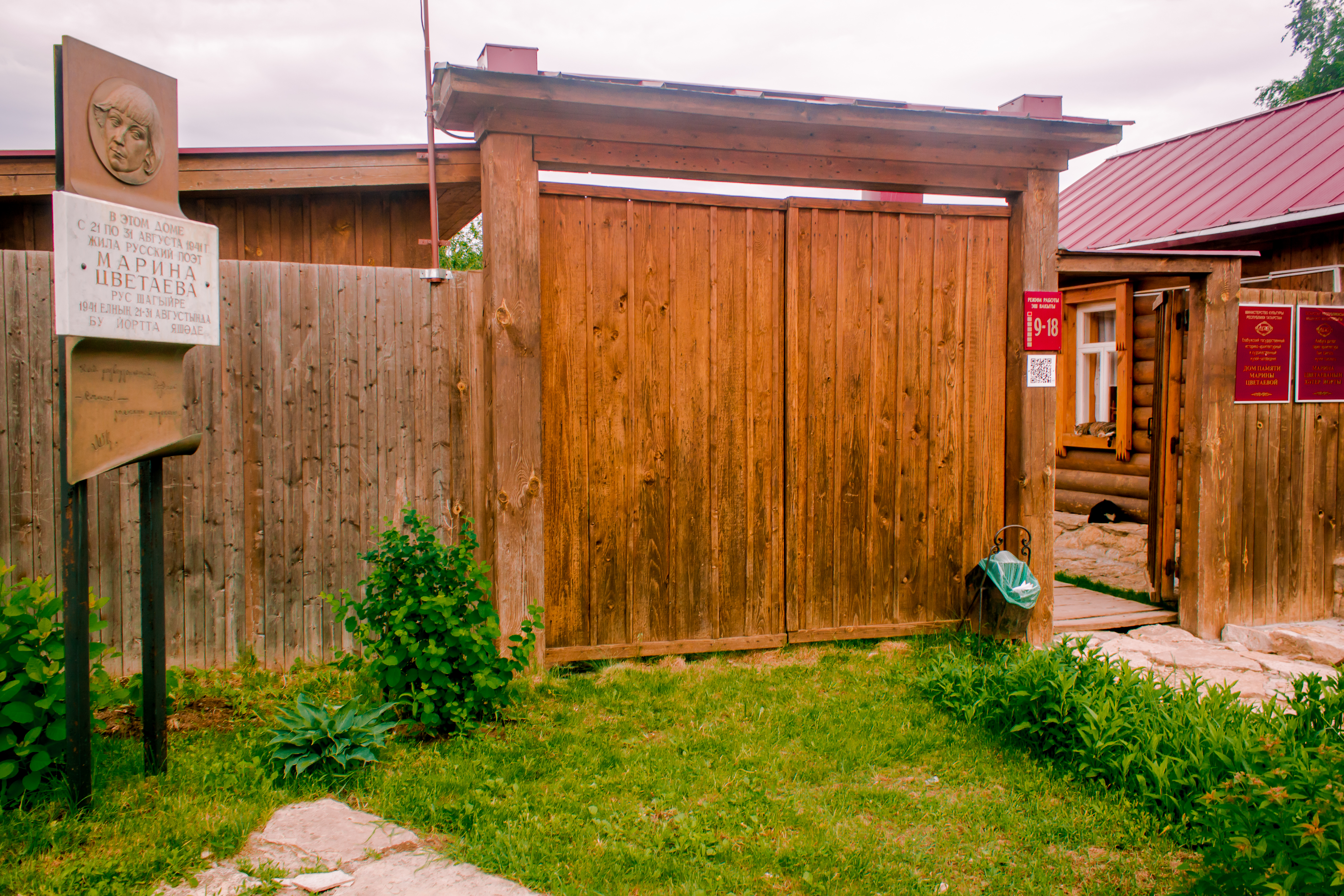
Maison de Marina Tsvetaïeva à Ielabouga.

Efron et Alia sont arrêtés pour espionnage durant l'été 1939. Efron est fusillé en 1941, Alia passe huit ans en camp, puis cinq ans en exil. En juillet 1941, à la suite de l'invasion allemande, Tsvetaïeva et son fils acceptent d'être évacués à Ielabouga, dans la république de Tatarie. Elle s'y retrouve seule et sans aucun soutien, sauf quelques amis exilés comme elle (Nina Sakonskaïa) et se pend le 31 août 1941 après avoir essuyé des refus à ses démarches pour trouver du travail. Elle est enterrée au « vieux cimetière » Petropavlovsk de Ielabouga, mais l'emplacement exact de sa tombe reste inconnu. Une autorisation spéciale a été accordée pour enterrer Tsvetaïeva là, car normalement les personnes qui se suicident ne peuvent pas être enterrées dans un cimetière orthodoxe… et même avec cette permission exceptionnelle, elle a été enterrée seulement en lisière du cimetière. Ceci ayant eu lieu pendant les années de guerre une simple croix en bois fut plantée sur le lieu de l'inhumation, mais celle-ci a été perdue plus tard.
Après la guerre, elle est réhabilitée en 1955, et c'est à cette occasion qu'un monument funéraire correct a été érigé sur le site approximatif de sa sépulture. Des vers de son poème « Tu marches et tu me ressembles » (ou bien « Marchez et voyez comme moi ») sont inscrits auprès de sa pierre tombale. Le poème invite les visiteurs à faire de leur rencontre une véritable expérience de vie, et parle de la façon dont les gens devraient se comporter lorsqu'ils visitent sa tombe. « Ni son mari Sergueï Efron ni leur fils Murr ne connaîtront cette même réhabilitation posthume : leurs corps ont été abandonnés, le premier dans les cimetières de la Guépéou, le second parmi les tombes anonymes de l’Armée rouge. »
L'écrivain, dessinateur et biographe français Frédéric Pajak, revenant sur la fin tragique de Marina Tsvetaïeva et sur la pitié que lui inspire son absence de sépulture réelle — dans une sorte de « vraie infox » de L'Obs (c'est une fiction et un vœu pieux, donc) —, rêve qu'on a retrouvé et identifié son corps pour enfin lui donner une sépulture digne de son œuvre et de notre mémoire ; elle se retrouve ainsi en fraternité avec d'illustres prédécesseurs et logée à la même enseigne, si l'on peut dire, que Walter Benjamin, ou encore García Lorca et Mozart, tous enterrés à la va-vite en terre commune dans un lieu désormais oublié.

Monument funéraire en réhabilitation de Marina Tsvetaïeva
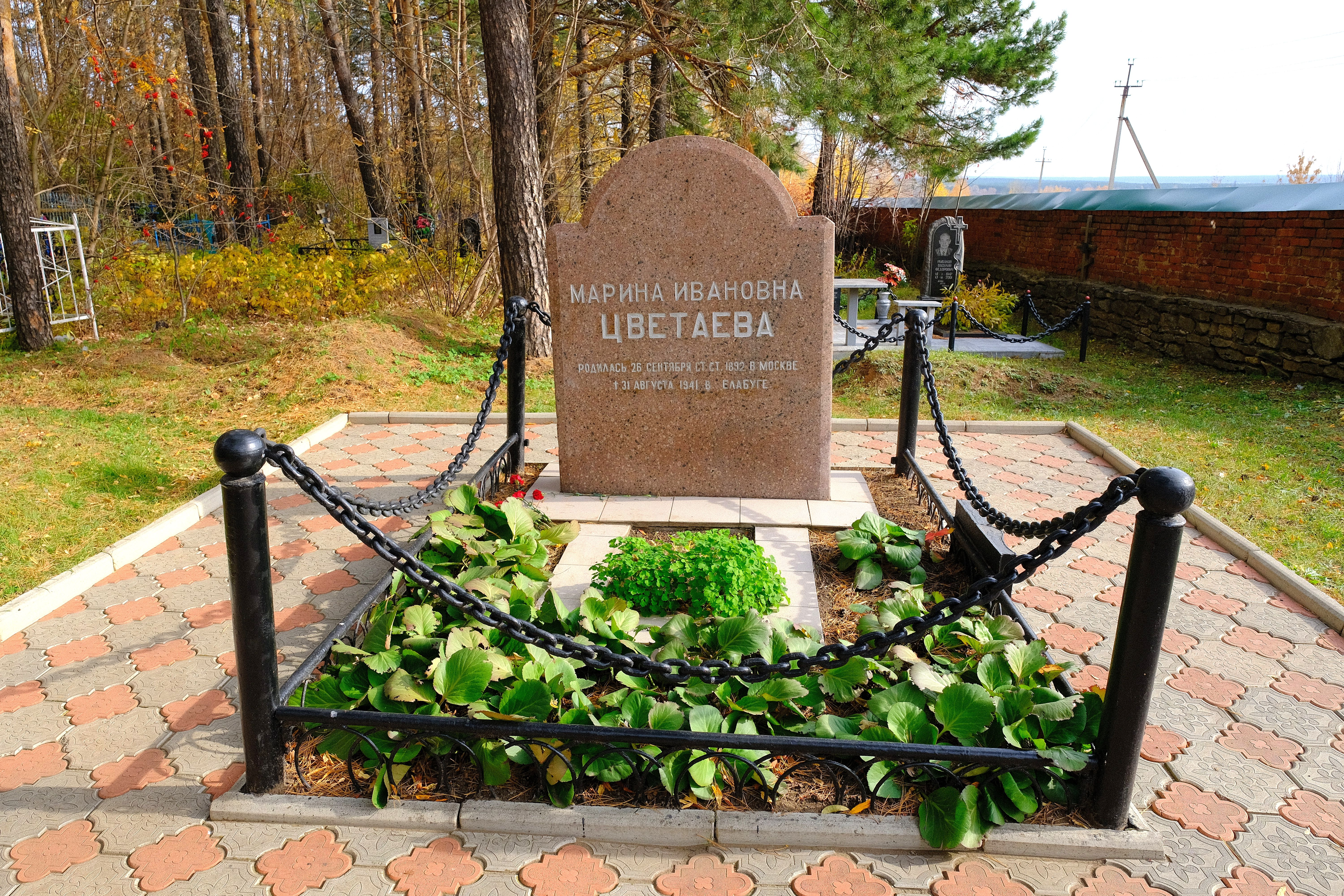
Pierre tombale au « vieux cimetière » de Ielabouga.
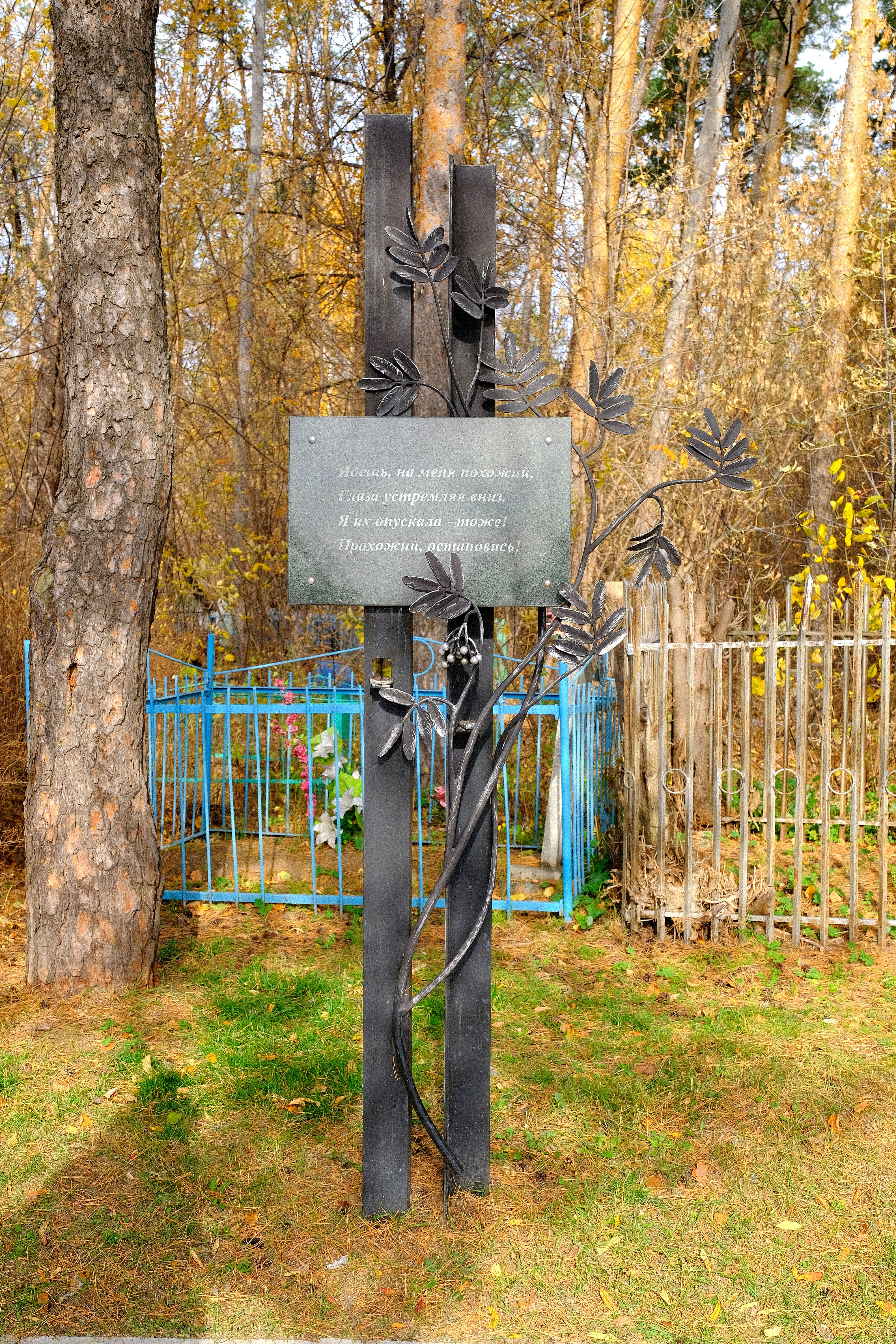
Poème de Tsvetaïeva en forme d'épitaphe.

## Parcours de poétesse
« Éparpillés dans des librairies, gris de poussière,

Ni lus, ni cherchés, ni ouverts, ni vendus,

Mes poèmes seront dégustés comme les vins les plus rares

Quand ils seront vieux. »

— Marina Tsvetaïeva, 1913
Sa poésie est appréciée par Valéry Brioussov, Maximilian Volochine, Boris Pasternak, Rainer Maria Rilke, Anna Akhmatova, ou encore Tzvetan Todorov. Joseph Brodsky est l'un de ses plus grands défenseurs.
Ses poèmes lyriques remplissent dix volumes. Ses deux premiers titres sont Album du soir (1910) et La Lanterne magique (1912). Les poèmes sont des images d'une enfance tranquille dans la classe moyenne moscovite.
En 1915, elle écrit :

« Je connais la vérité — abandonnez toutes les autres vérités !

Il n'y a plus besoin pour personne sur terre de lutter.

Regardez — c'est le soir, regardez, il fait presque nuit :

de quoi parlez-vous, de poètes, d'amants, de généraux ?

Le vent s'est calmé, la terre est humide de rosée,

la tempête d'étoiles dans le ciel va s'arrêter.

Et bientôt chacun d'entre nous va dormir sous la terre, nous

qui n'avons jamais laissé les autres dormir dessus. »

Le talent de Tsvetaïeva se développa très rapidement et fut influencé par les rencontres qu'elle fit à Koktebel. Elle publia deux recueils Verstes (1921) et Verstes I (1922).
Des éléments du style de la maturité de Tsvetaïeva apparaissent dans ces deux derniers recueils : les poèmes sont datés et publiés par ordre chronologique, et se fondent en un journal en vers.
Certains recueils sont dédicacés à des poètes Poèmes à Akhmatova, Poèmes à Blok (1922).
Séparation (1922) contient le premier long récit en vers, « Sur un cheval rouge ».
La collection Psyché (1923) contient un des cycles les plus connus, « Insomnie » :

« Dans mon insomnie, je t'aime

Dans mon insomnie, je t'entends

À l'heure où dans tout le Kremlin

S'éveillent ceux qui sonnent. »

En 1924, à Prague, Tsvetaïeva publie Poème de la fin qui décrit une promenade dans la ville.
En 1925, elle écrit Le Preneur de rats d'après Le Joueur de flûte de Hamelin en hommage à Heinrich Heine.
D'avril à septembre 1926, elle séjourne à Saint-Gilles-Croix-de-Vie où elle entretient une correspondance passionnée avec Boris Pasternak et Rainer Maria Rilke.
En 1932, elle écrit Mon frère féminin, recopié et corrigé en 1934. Ce texte est une réponse au livre de Natalie Clifford Barney, Pensées d'une Amazone (1918). Elle y parle de l'amour des femmes entre elles et du désir d'avoir un enfant.
Les dix dernières années de sa vie, de son « écrire-vivre » comme elle l'affirmait, sont surtout des années de prose pour des raisons économiques. Elle qui désirait « transfigurer le quotidien » se voulait une Sténographe de la Vie. « Il n'a pas retenti de voix plus passionnée que la sienne », selon Joseph Brodsky. Cinq jours avant son suicide, elle suppliait le Comité local des écrivains de lui accorder un emploi en qualité de plongeuse dans leur cantine.
Plusieurs recueils sont publiés de façon posthume : Le Magicien ; en édition bilingue, en 1976, à Paris, Le Gars, en français, en 1986, Le Preneur de rats en 1990 en Russie.

## Publications en langue française

### Aux éditions Clémence Hiver
- Indices terrestres
- Mon Pouchkine
- Nathalie Gontcharova
- Histoire de Sonetchka
- De vie à vie
- Neuf lettres avec une dixième retenue & une onzième reçue
- Lettres à Anna Teskova
- Quinze lettres à Boris Pasternak
- Une aventure, le Phénix
- Le Gars
- Averse de lumière
- Lettres de la montagne & lettres de la fin
- Les Flagellantes (1988, trad. et présentation Denise Yoccoz-Neugnot)
- Lettres de Marina Tsvétaéva à Konstantin Rodzévitch dont la traduction par Nicolas Struve a remporté une mention spéciale au Prix Russophonie 2008

### Auxéditions L'Âge d'Homme
- Le Diable et autres récits (1979, trad. V. Lossky)
- Ariane (1979)
- Le Poème de la montagne - Le poème de la fin (1984) Traduit et présenté par Eve Malleret (1945-1984), traductrice de référence en langue française.

### Chez d'autres éditeurs
- Mon frère féminin (Mercure de France, 1979. Texte en français de Marina Tsvetaïeva)
- Correspondances à trois (Rainer Maria Rilke-Boris Pasternak-Marina Tsvetaïeva) (Gallimard, 1983. Trad. L. Denis)
- Le ciel brûle (Les cahiers des brisants, 1987)
- L'Art à la lumière de la conscience (Le temps qu'il fait, 1987)
- Lettres d’exil (correspondance avec Boris Pasternak) (Albin Michel, 1988)
- Histoire d'une dédicace (Le temps qu'il fait, 1989. Trad. J. Kaemfer-Waniewicz)
- Phèdre (Actes Sud, 1991. Trad. J.-P. Morel)
- Des poètes - Maïakovski, Pasternak, Kouzmine, Volochine (Des femmes, 1992. Trad. Dimitri Sesemann)
- Le Gars (Des femmes, 1992. Texte en français de M. Tsvetaeva)
- Poèmes (Librairie du Globe, 1992. Édition bilingue, 254 pages) Traductions H. Abril, G. Larriac, E. Malleret, etc.
- Romantika, théâtre (Le Valet de cœur, La Tempête de neige, La Fortune, L'Ange de pierre, Une aventure, Le Phénix), traduit et présenté par Hélène Henry (Éditions Gallimard, Du monde entier, 1998)
- Le Ciel brûle, suivi de Tentative de jalousie (Poésie/Gallimard, 1999)
- Lettres à Anna (Éditions des Syrtes, 2003. Trad. Éveline Amoursky)
- Lettres du grenier de Wilno (Éditions des Syrtes, 2004. Trad. Éveline Amoursky)
- L'Offense lyrique et autres poèmes (Éditions Farrago, 2004. Trad. H. Deluy)
- Marina Tsvetaeva Boris Pasternak Correspondance 1922-1936 (Éditions des Syrtes, 2005. Trad. Éveline Amoursky, Luba Jurgenson - rééd. 2019)
- Cet été-là Correspondances 1928-1933 (Éditions des Syrtes, 2005. Trad. C. Houlon-Crespel)
- Souvenirs (Anatolia, Éditions du Rocher, 2006. Trad. Anne-Marie Tatsis-Botton)
- Octobre en wagon (Anatolia, 2007. Trad. Anne-Marie Tatsis-Botton)
- Les Carnets (Éditions des Syrtes, 2008, sous la direction de Luba Jurgenson. Trad. Éveline Amoursky et Nadine Dubourvieux)
- Œuvres (Éditions du Seuil) : 
  - Tome 1, Prose autobiographique, 2009
  - Tome 2, Récits et essais, 2011
- Insomnie et autres poèmes (Poésie/Gallimard, 2011)
- Mon dernier livre 1940, traduit du russe par Véronique Lossky (Éditions du Cerf, 2012)
- Cycle Les Arbres  (Éditions Harpo &, 2013. Trad. Éveline Amoursky). Bilingue
- Les Poésies d'amour, éditions Circé, 2015. Traduit et présenté par Henri Abril
- Le Preneur de rats (Éditions La Barque, 2017. Trad. Éveline Amoursky). Bilingue  (ISBN 978-2-917504-23-9)
- Les Grands Poèmes  (Éditions des Syrtes, 2018. Trad. Véronique Lossky. Bilingue)  (ISBN 978-2-940628-09-4)

## Livres d'artistes
- Les Démons, poème d’Alexandre Pouchkine, traduction du russe par Marina Tsvetaeva, coll. « Laboratoire du livre d'artiste », 2010[20]
- Escalier obscur, traduction française inédite du Poème de l'escalier par Anne Arc, coll. « Livre vertical », 2012[21]
- Je voudrais chanter l’escalier argenté (Anne Arc, Barbara Beisingoff, Serge Chamchinov), collection « Sphinx blanc », Granville, 2012[22]
- Le Poème de l'escalier, édition vérifiée et corrigée, éditions Groupe Sphinx Blanc, Paris, 2016  (ISBN 979-10-91274-89-0)[23]

## Mise en musique
- Six de ses poèmes sont mis en musique par Dmitri Chostakovitch (opus 143 pour alto et piano en 1973, orchestrés en 1974).
- Sofia Goubaïdoulina met en musique L'Heure de l'âme en 1974 pour mezzo-soprano et orchestre à vent, puis en 1984, cinq de ses poèmes réunis en un Hommage à Marina Tsvetaïeva pour chœur a cappella.
- Elena Frolova compose un album guitare-voix mettant en musique dix-huit poèmes de Marina Tsvetaïeva.
- Le chanteur français Dominique A lui dédie une chanson intitulée Marina Tsvetaeva.
- Le compositeur Max Richter met en musique un poème de Tsvetaïeva dans le titre Maria, the Poet (1913) de l'album Memoryhouse, 2.
- La compositrice Ivane Bellocq lui dédie Je suis Marina T., pour orchestre à plectres, création à Argenteuil le 7 mars 2020 par l’ensemble MG21, direction Florentino Calvo, dans le cadre du projet “7 femmes et +”.

## Adaptations dramatiques
- Sous le titre Vivre dans le feu, les carnets de Marina Tsvetaïeva font en 2011 l'objet d'une adaptation théâtrale à Lorient sous la direction de Bérangère Jannelle, avec Natacha Régnier dans le rôle de la poétesse[24]. Le spectacle est repris à Paris au festival d'automne[25], puis au théâtre des Abbesses[26],[27].
- Les Lunes, pièce de théâtre d'après les œuvres de Marina Tsvetaeva. Adaptation et mise en scène : Isabelle Hurtin. Le spectacle est joué du 7 au 24 mars 2019 à l'Épée de Bois, Cartoucherie de Vincennes[28].

## Hommages

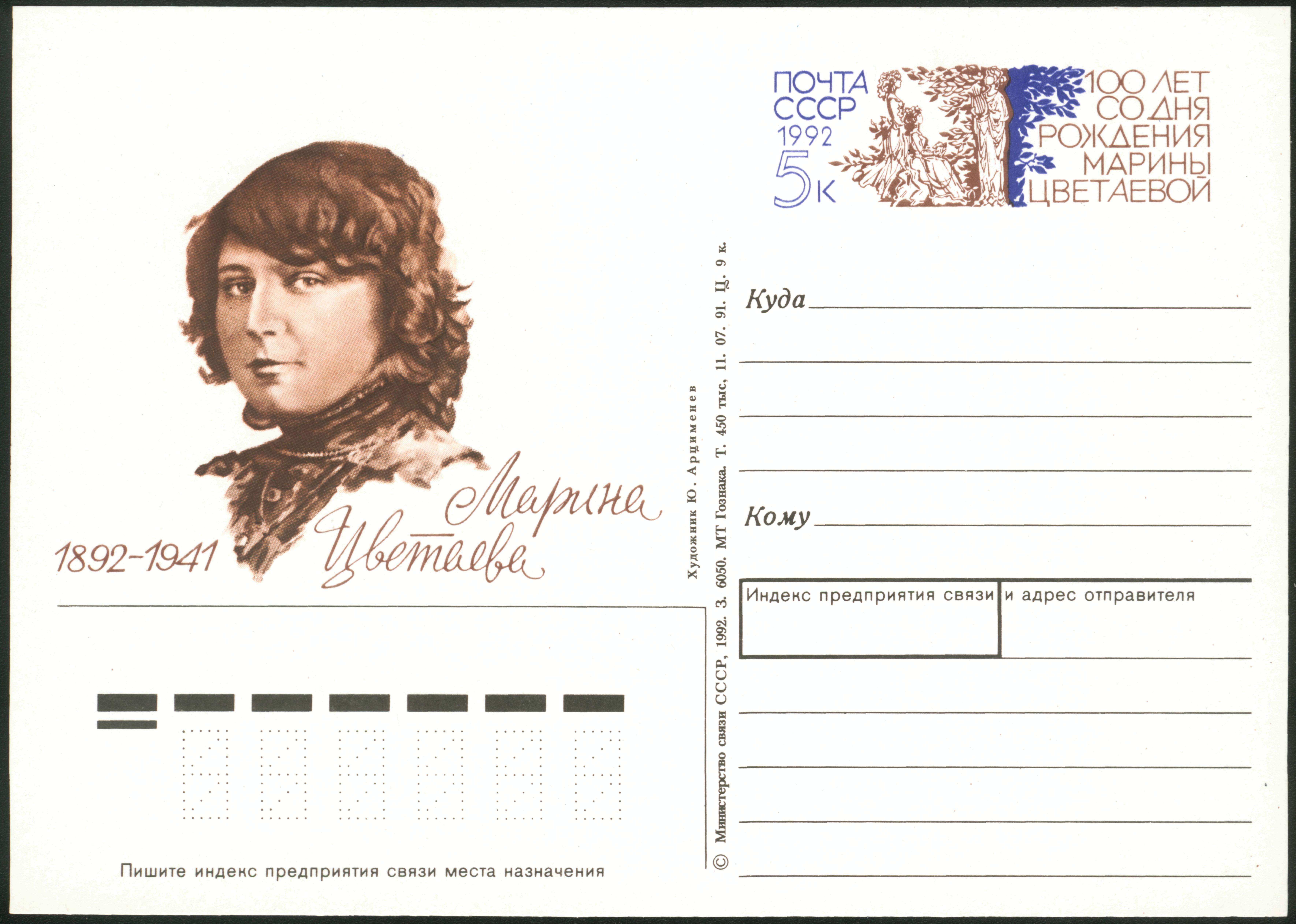
Entier postal soviétique à la mémoire de Marina Tsvetaïeva, 1992.

- Un entier postal (timbre imprimé sur carte postale) célébrant le centenaire de sa naissance a été émis en 1992 par la Poste soviétique.
- Une plaque commémorative a été apposée sur l'ancien pensionnat où elle vécut à Lausanne, ainsi que sur la maison qu'elle habita à Vanves entre juillet 1934 et juillet 1938.
- En juin 2012, une statue en bronze de la poétesse, œuvre du sculpteur russe d'origine géorgienne Zourab Tsereteli, a été inaugurée dans la commune de Saint-Gilles-Croix-de-Vie[29] en présence de l'ambassadeur de Russie.
- En novembre 2013, le Conseil de Paris décide de rendre hommage à Marina Tsvetaïeva en donnant son nom à la bibliothèque Glacière sise rue de la Glacière dans le 13e arrondissement de Paris.
- Le cratère vénusien Tsvetayeva et l'astéroïde (3511) Tsvetaeva portent son nom[30].

## Au cinéma
- Élégie de Paris : Marina Tsvetaeva (2009), documentaire écrit et réalisé par Aleksandra Svinina.
- Зеркала (Miroirs) : film russe (2013) de Marina Migounova retraçant la vie de Marina Tsvetaïeva (avec Victoria Issakova dans le rôle de la poétesse)[31].